# トゥグリル2世
トゥグリル2世（? - 1134年）は、セルジューク朝の君主（スルターン、在位：1132年 - 1134年）。ムハンマド・タパルの子。ムハンマド・タパルを祖とするイラク・セルジューク朝の君主としては、トゥグリル1世。

## 生涯
1131年にマフムード2世が没した後、1132年にイラク・セルジューク朝に対して宗主権を主張するアフマド・サンジャルは、保護下に置いていたトゥグリル2世をスルターンに擁立した。トゥグリル2世の兄弟マスウードは彼の即位を認めなかったが、サンジャルに敗退する。
1134年にトゥグリル2世は没し、サンジャルはやむなくマスウードの即位を認めた。